# 아르가우주
아르가우주(독일어: Aargau)는 스위스 북부에 있는 주이다. 아르가우주는 스위스 연방을 구성하는 26개 주 중 하나이다. 11개 구역으로 구성되어 있으며, 수도는 아라우이다.
아르가우주는 스위스에서 가장 북쪽에 있는 주 중 하나이다. 이곳은 아레강의 하류에 위치해 있기 때문에 이 주의 이름이 아르가우(‘아레강 지방’을 의미)라고 불린다. 스위스에서 인구밀도가 가장 높은 지역 중 하나이다.

## 개요
스위스 중북부, 알프스산맥과 쥐라산맥 사이에 위치한다. 아레강의 하류부에 있어 주명의 기원이 되었다. 아레강이 독일 국경 부근에서 라인강으로 흘러 들어가며, 북쪽은 독일에 접한다. 부르군트족의 땅이었다가 호엔슈타우펜 왕가로 넘어갔으며, 다시 합스부르크 왕가의 지배를 받다가 1415년 스위스 동맹에 편입되었다. 이 지역의 남부는 베른주에 속해 있었다. 18세기 말 헬베티아 공화국 건국과 함께 베른 주에 속해 있던 지역이 아르가우주가 되었고, 나머지 지역은 바덴주를 형성했다. 1803년 개편된 연방의 한 구성주로 정식으로 가입했다.
스위스에서 가장 비옥한 지역 중 한 곳으로, 농업이 활발하여, 곡물과 과수 재배·낙농업이 이루어진다. 전자·철강·금속 공업도 이루어진다. 스위스 전력 생산의 40%를 담당하는 원자력 발전이 가장 활발한 지역이기도 하다. 유서깊은 역사 유적이 많고 전원 풍경이 아름다워 관광객이 많이 찾는다. 주민은 주로 독일어를 쓰며, 개신교 신자가 많다.

## 지리

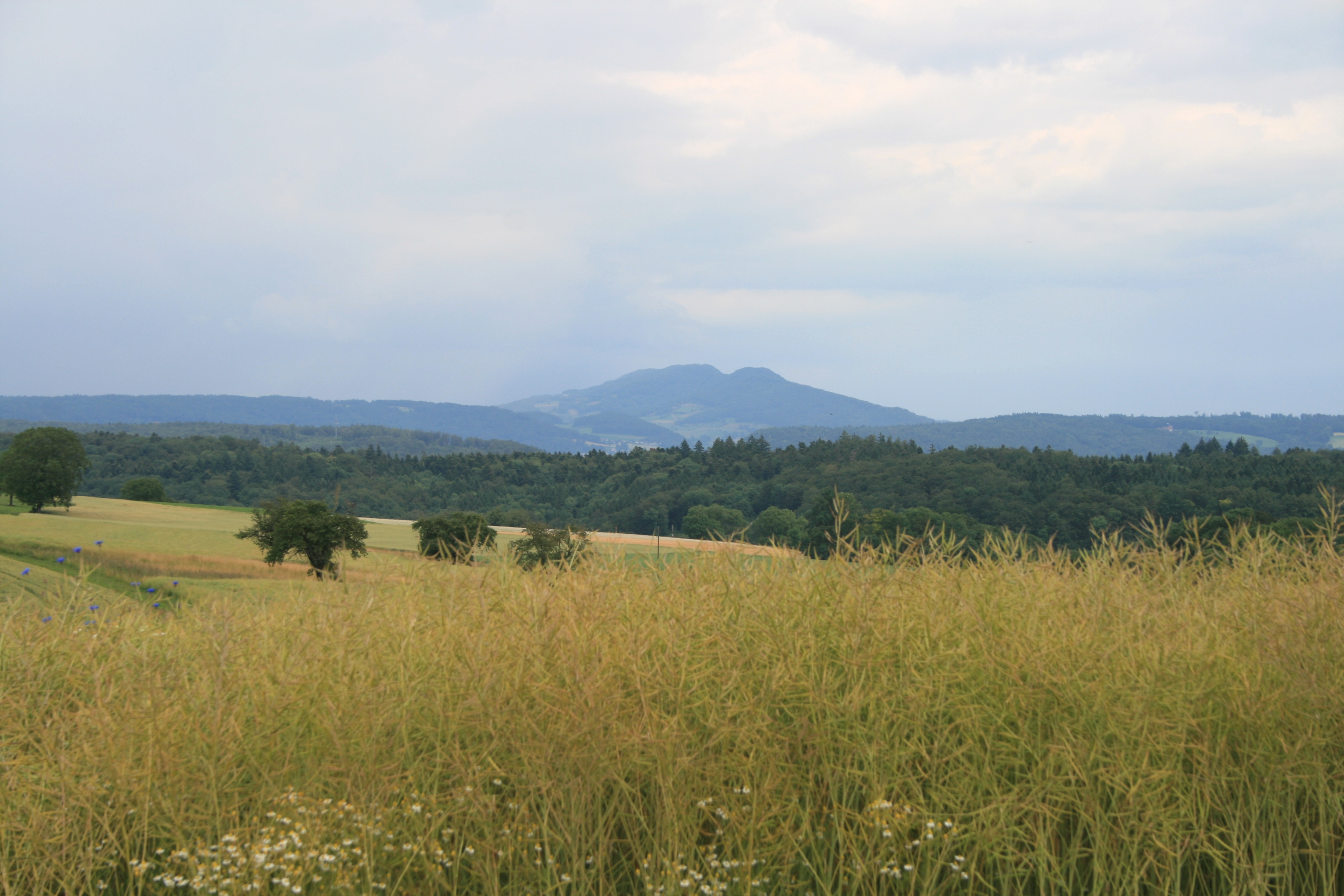
뵈츠베르크에서 본 래게른의 풍경

아르가우주의 주도는 아라우이며, 아레강의 서쪽 경계에 있다. 주는 북쪽으로 독일(바덴뷔르템베르크)과 국경을 맞대고 있으며, 라인강은 국경을 형성하고 있다. 서쪽에는 바젤-란트샤프트, 졸로투른 및 베른의 스위스 주가 있다. 루체른주는 남쪽에 있고, 취리히와 추크는 동쪽에 있다. 총면적은 1,404k㎡이다. 라인강 외에 두 개의 큰 강인 아레강과 로이스강이 있다.
아르가우주는 낮은 언덕이 솟아 있는 알프스의 북쪽과 쥐라산맥의 동쪽에 있는 거대한 평지 일부를 형성하는 가장 산이 적은 스위스 주 중 하나이다. 이 나라의 표면은 기복이 심한 지역과 나무가 우거진 언덕으로 다양하며 주로 아레강와 그 지류에서 물을 공급받는 비옥한 계곡이 번갈아 나타난다. 계곡은 언덕과 번갈아 가며 대부분이 숲이 우거져 있다. 주의 3분의 1이 약간 넘는 면적이 삼림(518k㎡)이고 거의 절반이 농업(635.7k㎡)으로 사용된다. 33.5k㎡(약 2.4%)가 비생산적인 것으로 간주되며, 대부분 호수(특히 할빌 호수)와 개천. 인구 밀도가 450/k㎡)인 주는 인간 개발에 사용되는 토지의 양이 비교적 많으며 216.7k㎡(약 15%)가 주거용이나 운송용으로 개발되었다.
여기에는 바덴과 신츠나흐-바트의 뜨거운 유황 온천이 포함되어 있으며, 라인펠덴에는 매우 광범위한 염수 온천이 있다. 브루크 바로 아래에는 로이스강과 리마트강이 아레강에 합류하고, 브루크 주변에는 폐허가 된 합스부르크성, 쾨니크스펠덴의 오래된 수녀원 (중세 유리로 잘 칠해짐) 및 빈도니사의 로마 정착지 유적(빈디쉬)이 있다.
파흐 수도원은 취리히주에 둘러싸여 있는 작은 구역을 형성하고 있으며, 2008년부터 뷔렌로스의 아르가우 시정촌의 일부가 되었다.

## 행정구역
아르가우주는 작은 마을이 특징이다. 베팅엔과 베덴의 쌍둥이 도시는 중요한 구심점이다.

### 정치 공동체
아래는 2020년 12월 31일 현재 인구 10,000명 이상의 정치 공동체이다.
| 정치체         | 거주자 | 외국인 비율 |
| -------------- | ------ | ----------- |
| 아라우, 주도   | 21,726 | 21.1        |
| 베팅엔         | 21,099 | 28.2        |
| 바덴           | 19,621 | 26.1        |
| 보흘렌         | 16,881 | 39.9        |
| 오프트링겐     | 14,455 | 37.7        |
| 라인펠덴       | 13,551 | 32.8        |
| 브루크         | 12,738 | 28.9        |
| 슈프라이텐바흐 | 12,126 | 50.4        |
| 초핑엔         | 12,104 | 19.9        |
| 뫼흘린         | 11,088 | 25.0        |
| 렌츠부르크     | 11,024 | 28.6        |
| 주르           | 10,724 | 33.8        |

### 구
아르가우주는 11개 구(베치르크)로 나뉜다.
| 구             | 거주자 (2020년 12월 31일) | 면적 in km2 | 수도         | BFS-Nr. |
| -------------- | ------------------------- | ----------- | ------------ | ------- |
| 아라우구       | 80,309                    | 104.49      | 아라우       | 1901    |
| 바덴구         | 146,064                   | 153.09      | 바덴         | 1902    |
| 브렘가르텐구   | 79,366                    | 117.47      | 브렘가르텐   | 1903    |
| 브루크구       | 50,308                    | 130.08      | 브루크       | 1904    |
| 쿨름구         | 42,878                    | 97.27       | 운터쿨름     | 1905    |
| 라우펜부르크구 | 35,013                    | 171.77      | 라우펜부르크 | 1906    |
| 렌츠부르크구   | 65,707                    | 98.10       | 렌츠부르크   | 1907    |
| 무리구         | 37,379                    | 138.95      | 무리         | 1908    |
| 라인펠덴구     | 48,164                    | 111.86      | 라인펠덴     | 1909    |
| 초핑엔구       | 73,843                    | 142.01      | 초핑엔       | 1910    |
| 추르자흐구     | 35,041                    | 130.01      | 추르자흐     | 1911    |
| 합계 (11)      | 694,072                   | 1403.80     | 아라우       |         |

## 인구통계
아르가우의 인구(2020년 12월 기준)는 694,072명이다. 2010년 기준으로 인구의 21.5%가 거주하는 외국인이다. 지난 10년(2000-2010년) 동안 인구는 11%의 비율로 변화했다. 이민은 8.7%, 출생 및 사망은 2.8%를 차지했다. 2000년 기준, 인구 대부분인 477,093명(87.1%)이 독일어를 모국어로 사용하며, 이탈리아어가 17,847명(3.3%)으로 두 번째로 많이 사용하고, 세 번째로 10,645명(1.9%)이 세르비아-크로아티아어를 사용한다. 프랑스어를 구사하는 사람은 4,151명이고 로만슈어를 구사하는 사람은 618명이다.
아르가우주 인구 중 146,421명(약 26.7%)이 아르가우에서 태어나 2000년에 그곳에 살았다. 같은 주에서 태어난 140,768명(25.7%)이 있었고, 136,865명(25.0%)이 스위스 다른 곳에서 태어났고 107,300명이었다. 또는 19.6%가 스위스 외부에서 태어났다.
2000년 기준으로 아동·청소년(0~19세)이 24.3%, 성인(20~64세)이 62.3%, 노인(64세 이상)이 13.4%를 차지한다.
2000년 기준으로 미혼이거나, 독신인 사람은 227,656명이다. 기혼자는 264,939명, 미망인은 27,603명, 이혼한 사람은 27,295명이다.
2000년 기준으로 아르가우주의 개인 가구는 224,128가구이며 가구당 평균인원은 2.4명이다. 1인 가구는 6만9062가구, 5인 이상 가구는 1만6254 가구였다. 2009년 기준 신규주택 건설률은 인구 1000명당 6.5세대이다. 2010년 주 공실률은 1.54%였다.
인구 대다수는 아레 계곡, 아레 계곡 옆 지류 또는 라인강을 따라 세 지역 중 하나에 집중되어 있다.

### 과거 인구
역사적 인구는 다음 차트에 나와 있다.
| 과거 인구 자료 | 과거 인구 자료 | 과거 인구 자료 | 과거 인구 자료 | 과거 인구 자료 | 과거 인구 자료 | 과거 인구 자료  | 과거 인구 자료 | 과거 인구 자료 | 과거 인구 자료 | 과거 인구 자료 | 과거 인구 자료 |
| 년도           | 전체 인구      | 독일어         | 이태리어       | 개신교         | 가톨릭         | 크리스찬 가톨릭 | 유대인         | 기타           | 무교           | 스위스         | 비스위스계     |
| -------------- | -------------- | -------------- | -------------- | -------------- | -------------- | --------------- | -------------- | -------------- | -------------- | -------------- | -------------- |
| 1850           | 199,852        |                |                | 107,194        | 91,096         |                 | 1,562          | 79             |                | 196,890        | 2,962          |
| 1900           | 206,498        | 203,071        | 2,415          | 114,176        | 91,039         |                 | 990            | 293            |                | 196,455        | 10,043         |
| 1950           | 300,782        | 291,101        | 5,335          | 171,296        | 122,172        | 5,096           | 496            | 1,722          |                | 290,049        | 10,733         |
| 1990           | 507,508        | 435,103        | 24,758         | 218,379        | 224,836        | 3,676           | 405            | 29,736         | 30,476         | 420,616        | 86,892         |
| 1993           | 512,000        |                |                |                |                |                 |                |                |                |                |                |
| 2000           | 547,493        | 477,093        | 17,847         | 203,949        | 219,800        | 3,418           | 342            | 20,816         | 57,573         |                |                |

### 종교

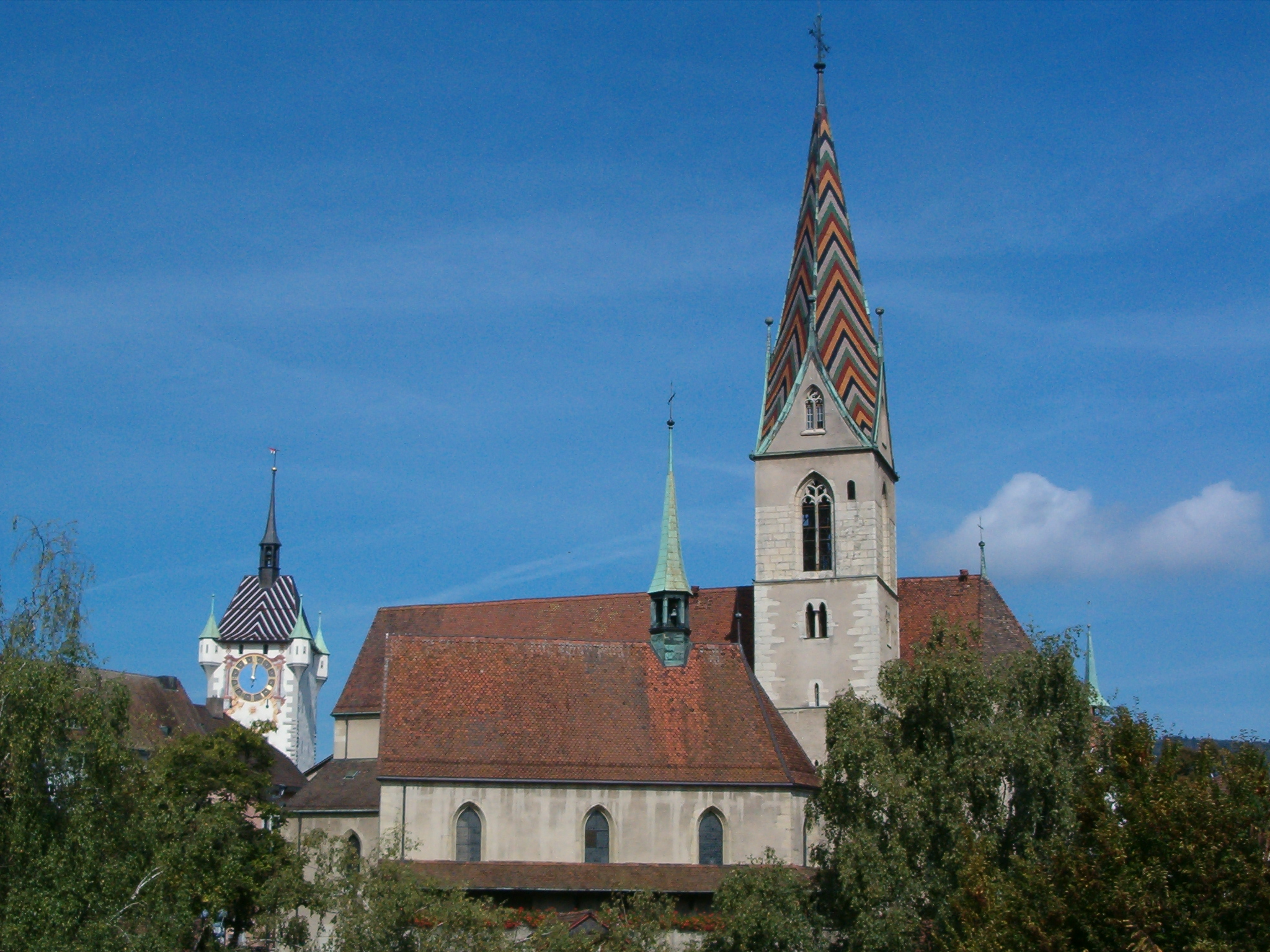
아르가우주 바덴의 가톨릭 교회

2000년 인구조사에 따르면 219,800명(40.1%)이 로마 가톨릭 신자이고, 189,606명(34.6%)이 스위스 개혁 교회에 속해 있다. 나머지 인구 중 정교회 교인은 11,523명(인구의 약 2.10%), 크리스찬 기독교 교인은 3,418명(인구의 약 0.62%), 29,580명이었다. 다른 기독교 교회에 속한 개인(또는 인구의 약 5.40%). 유대인은 342명(인구의 약 0.06%)이었고, 이슬람교도는 30,072명(인구의 약 5.49%)이었다. 1,463명의 불교 신자가 있었다. 힌두교 신자는 2,089명, 다른 교회에 속한 495명이 있었다. 57,573명(인구의 약 10.52%)이 교회에 속하지 않고 불가지론자 또는 무신론자이며, 15,875명(인구의 약 2.90%)이 질문에 대답하지 않았다.

## 교육
아르가우에서는 인구의 약 212,069명(38.7%)이 비필수 고등교육을 이수했으며 70,896명(12.9%)이 추가 고등교육(대학 또는 응용학문대학)을 마쳤다. 고등교육을 마친 70,896명 중 63.6%가 스위스 남성, 20.9%가 스위스 여성, 10.4%가 비스위스계 남성, 5.2%가 비스위스계 여성이었다.

## 경제

라이브슈타트 핵발전소

2010년 현재 아르가우의 실업률은 3.6%이다. 2008년 기준으로 1차 경제 부문에 11,436명이 고용되어 있고 이 부문에 관련된 약 3,927개의 기업이 있다. 95,844명이 2차 부문에 고용되었고, 이 부문에 6,055개의 기업이 있었다. 177,782명이 3차 부문에 고용되었으며 이 부문에 21,530개의 기업이 있다.
2008년에 정규직에 상응하는 총 일자리수는 238,225개였다. 1차 부문의 일자리 수는 7,167개였으며 그 중 농업 6,731개, 임업 또는 목재 생산 418개, 어업 또는 어업 18개였다. 2차 부문의 일자리 수는 90,274개였으며 그 중 제조업 64,089개(71.0%), 광업 366개(0.4%), 건설 21,705개(24.0%)였다. 3차 부문 일자리는 14만784개였다. 3차 부문에서; 38,793개(27.6%)는 자동차 판매 또는 수리, 13,624개(13,624(9.7%)는 물품 이동 및 보관), 8,150개(5.8%)는 호텔 또는 레스토랑, 5,164개(3.7%)는 정보 산업, 5,946개(4.2%)는 보험 또는 금융 산업, 14,831개(10.5%)는 기술 전문가 또는 과학자, 10,951개(7.8%)는 교육, 21,952개(15.6%)는 의료 분야에 있었다.
근로 인구 중 19.5%는 대중교통을 이용해 출근했고 55.3%는 자가용을 이용했다. 버스와 기차와 같은 대중교통 수단은 버스베트리브 아라우 AG에서 제공한다.
아르가우주의 농지는 스위스에서 가장 비옥한 곳 중 일부이다. 낙농업, 곡물 및 과일 농업은 주의 주요 경제 활동 중 하나이다. 아루가우주는 특히 전기 공학, 정밀 기기, 철, 강철, 시멘트와 섬유 분야에서 산업적으로 개발되었다.
스위스의 5개 원자력 발전소 중 3개(베츠나우 I + II 및 라이브슈타트)가 아르가우주에 있다. 또한, 많은 강은 주 전역의 수많은 수력 발전소에 충분한 물을 공급한다. 아르가우의 주는 종종 ‘에너지 주’라고 불린다.
상당한 수의 사람들 아르가우주 경계 바로 건너편에 있는 취리히시의 금융 중심지로 통근한다. 따라서 1인당 주 소득(2005년 기준)은 49,209CHF이다.
관광은 특히 바덴과 신츠나흐-바트의 온천, 고대 성, 풍경과 주의 많은 오래된 박물관에 중요하다. 힐 워킹은 또 다른 관광 명소이지만, 그 중요성이 제한적이다.

## 같이 보기
- FC 아라우